# DANCE VISION
『DANCE VISION』（ダンス・ビジョン）は、1992年7月12日に発売されたGLAYのデモテープである。

## 概要
- AKIRAが加入後初めてのデモテープである。
- ショップ販売以外にも、手売りなどで販売された。
- GLAYが上京後に販売したデモテープの中では、一番出回っている数が少ない。
- 初回50本は、メンバーの写真入り歌詞ブックが付属していた。
- 本作の発売を記念して、ビデオ『VIDEO GLAY 〜92 LIVE ACT〜』がライブで配布された。
- 「TWO BELL SILENCE」は2014年リリースのアルバム『灰とダイヤモンド Anthology』に、「JUNK ART」「MOON GOLD」「心に雨が…」は2015年リリースのアルバム『SPEED POP Anthology』に収録され初CD化された。
- 「FLOWERS GONE」は2019年リリースのアルバム『NO DEMOCRACY』に再録音され収録され、本作品の楽曲が全てCD化された。
- HISASHIはネットオークションで本作品を入手しており、『NO DEMOCRACY』収録の「FLOWERS GONE」はHISASHIが提供した本作品をもとに再録音されている。

## 収録曲
1. FLOWERS GONE
2. JUNK ART
3. TWO BELL SILENCE
4. MOON GOLD
5. 心に雨が…